# Взгляд свидетеля
«Взгляд свидетеля» (англ. Eyes Of A Witness) — телефильм компании CBS.

## Сюжет
Рой Бакстер (Дэниел Дж. Траванти) приезжает в гости к своей дочери Кристине (Дженнифер Грей), которая работает врачом в Кении, чтобы убедить её вернуться домой. На деревню масаев нападает вооружённая банда, и Рой, пытаясь помочь врачу ООН становится подозреваемым в убийстве. Единственный свидетель, маленький мальчик, боится появляться в суде, и Кристина и её друзья вынуждены использовать науку, чтобы доказать невиновность Роя.

## В ролях
- Дэниел Дж. Траванти — Рой Бакстер
- Дженнифер Грей — Кристина Бакстер
- Карл Ламбли — Мамбулу
- Дэниэл Джерролл — Алан
- Рэг Кэти — прокурор
- Эрик Ла Саль — Мчумбо
- Алан Норт — Дойл
- Стюарт Берни — Джордж Литл
- Эдвард Пенн — посол
- Сет Агадала — Ботиа
- Дэннис Нгога — Муки
- Дэвид Мулва — судья